# Omicidio di Helena Rapp
L'omicidio di Helena Rapp fu un attacco effettuato il 24 maggio 1992, in cui un terrorista palestinese uccise a coltellate la studentessa israeliana di 15 anni Helena Rapp nel centro della città costiera israeliana di Bat Yam. L'attacco, che scioccò l'opinione pubblica israeliana, fu uno dei più importanti attacchi con accoltellamento di una serie di attacchi di questo tipo avvenuti in Israele nei primi anni 1990.

## L'attacco
Il 24 maggio 1992, intorno alle 7:30 del mattino, il militante palestinese di 18 anni Fuad Muhammad Abdulhadi Amrin uccise la studentessa israeliana di 15 anni Helena Rapp, pugnalandola con un coltello all'angolo tra le strade Ben-Gurion e Jabotinsky nella città costiera israeliana di Bat Yam, mentre stava andando alla fermata dell'autobus per andare a scuola.

## Conseguenze
L'autore venne arrestato e condannato all'ergastolo. La Jihad islamica rivendicò l'attacco. L'attacco fu uno dei motivi che portarono all'uccisione mirata del fondatore della Jihad islamica palestinese Fathi Shaqaqi nel 1995.
Dopo l'attacco, migliaia di residenti di Bat Yam si ribellarono per le strade della città per cinque giorni senza interferenze significative, causando danni alla proprietà e attaccando occasionalmente passanti dall'aspetto arabo. Tra gli organizzatori delle rivolte c'era Baruch Marzel, poi condannato a 8 mesi di libertà vigilata per la sua partecipazione nelle rivolte. Dopo 5 giorni, durante i quali il padre di Helena Rapp, Ze'ev Rapp, incoraggiò le rivolte, costui alla fine rispose a una richiesta della polizia di aiutare a disperdere i rivoltosi e di conseguenza le rivolte si placarono. Nella Commissione Or il capo della polizia israeliano Assaf Hefetz criticò il modo in cui la polizia aveva gestito i disordini dopo l'omicidio di Rapp e affermò che i disordini avrebbero dovuto essere dispersi molto prima.
Dopo l'incidente, Ze'ev Rapp, il padre di Helena, dedicò la sua vita alla commemorazione di sua figlia e ad attività pubbliche come presidente dell'Organizzazione israeliana per le vittime del terrorismo.
In seguito all'attacco, avvenuto durante le elezioni legislative israeliane del 1992, molti politici israeliani si presentarono a Bat Yam e/o parlarono dell'attacco. Al funerale di Helena Rapp erano presenti il ministro della Polizia Roni Milo e il leader del partito nazionalista Moledet, Rehavam Ze'evi. Il politico del Partito Laburista Shimon Peres arrivò a Bat-Yam e, nonostante alcune preoccupazioni, fu accolto con favore dai residenti locali. Gran parte dell'opinione pubblica israeliana incolpò il governo Shamir per il deterioramento della sicurezza personale degli israeliani durante questo periodo. I video dei disordini che ebbero luogo a Bat Yam vennero inseriti negli annunci elettorali del Partito Laburista che incolpavano il governo di Likud per il deterioramento della sicurezza.

### Liberazione dell'aggressore
Il 18 ottobre 2011 Fuad Muhammad Abdulhadi Amrin, originariamente condannato all'ergastolo, venne rilasciato a Gaza nell'ambito dello scambio di prigionieri di Gilad Shalit tra Israele ed Hamas.